# Doug Johns
Doug Johns est un bassiste américain de jazz-rock-funk et même de « funk extrême » comme il le dit, adorateur de la technique du slap.

## Discographie
- 2006 – Doug Johns
- 2008 – Pocket Fulla Nasty
- 2010 – Stank
- 2012 - Blomp !